# Wolfgang Krause (Sprachwissenschaftler)
Wolfgang Krause (* 18. September 1895 in Steglitz, Kreis Teltow (ab 1920 zu Berlin); † 14. August 1970 in Göttingen) war ein deutscher Sprachwissenschaftler. Zu seinen Forschungsschwerpunkten gehörten anfangs Keltologie und Tocharistik, später nordische Philologie und insbesondere Runologie.

## Leben
Krause legte 1914 das Abitur ab, musste wegen eines Augenleidens aber keinen Kriegsdienst leisten. Er nahm ein Studium der klassischen Philologie, Religionswissenschaft, Indogermanistik und Nordistik  an der Friedrich-Wilhelms-Universität zu Berlin auf. Ab 1916 setzte er sein Studium an der Georg-August-Universität Göttingen fort, wo er sich dem altnordischen Zirkel um Edward Schröder anschloss. Er wurde 1921 bei Eduard Hermann mit der Arbeit Die Wortstellung in den zweigliedrigen Wortverbindungen, untersucht für das Altindische, Awestische, Litauische und Altnordische promoviert. 1923 wurde er mit der Arbeit Die Frau in der Sprache der altisländischen Familiengeschichten für das Fach „Vergleichende Sprachwissenschaft der indogermanischen Sprachen“ habilitiert.
Ab 1926 beschäftigte sich Krause vermehrt mit Runologie, nachdem er auf Skandinavienreisen selber zahlreiche Runeninschriften untersucht hatte. 1928 wurde er in Göttingen zum außerordentlichen Professor ernannt und übernahm im folgenden Jahr den Lehrstuhl für vergleichende Sprachwissenschaft an der Albertus-Universität Königsberg. Während er sich in diesen Jahren auch mit keltologischen Themen beschäftigte, gründete er 1936 das „Archiv für Runenforschung der Universität Königsberg“ und versuchte, die Runologie als Disziplin zu etablieren. Dabei konkurrierte er mit dem Gießener Dozenten Helmut Arntz.
Im Verlauf der 1930er Jahre ließ Krauses Sehkraft stark nach; nach Kriegsende war er blind. Mit dem Verweis auf sein Augenleiden entzog sich Krause einer Mitgliedschaft der NSDAP und ihrer Gliederungen.
Zum Wintersemester 1937 wurde Krause als Nachfolger Eduard Hartmanns Professor für Indogermanische Sprachkunde und Altnordische Kulturkunde in Göttingen. Zugleich übernahm er die Geschäfte der „Abteilung für nordische Philologie des Seminars für deutsche Philologie“, deren Direktor er 1938 wurde. Im selben Jahr gründete er ein „Institut für Runenforschung“. Außerdem wurde er zum ordentlichen Mitglied der Göttinger Akademie der Wissenschaften gewählt.
In Ermangelung eigener Etatmittel bot Krause 1940 dem Kurator der Forschungsgemeinschaft Deutsches Ahnenerbe, Walther Wüst, eine Zusammenarbeit seines Instituts mit der Forschungsorganisation der SS an. Die von Krause gewünschte Fusion seines Instituts mit der daraufhin eingerichteten „Zentralstelle für Runenforschung beim Ahnenerbe“ kam jedoch nicht zustande. Vielmehr schlug Wüst 1942 die Vereinigung der Göttinger Zentralstelle mit der von Karl Theodor Weigel geleiteten Forschungsstätte für Sinnbildkunde vor. Krause stimmte unter der Bedingung zu, die Leitung beider Einrichtungen zu erhalten. Die neue „Lehr- und Forschungsstätte für Runen- und Sinnbildkunde“ nahm im Frühjahr 1943 unter Krauses Leitung die Arbeit auf. Krause wurde zugleich zum tätigen Mitglied des Ahnenerbes ernannt. Sein Universitätsinstitut bestand derweil weiter. Seine Position im Ahnenerbe nutzte Krause einerseits, um sich gegen Laien und Naziideologen zu positionieren, andererseits aber auch, um wissenschaftliche Konkurrenten wie Arntz zurückzudrängen. Die Zusammenarbeit mit dem Laienforscher Weigel war möglich, weil Krause annahm, dass nicht alle Runen aus norditalischen Schriftsystemen stammen, sondern einige auch aus einheimischen Sinnbildern. Dadurch wurde der Anschluss der Runenforschung an die Sinnbildforschung hergestellt.
Nach Kriegsende blieb Krause im Amt. 1950 wurde die von ihm geleitete Nordische Abteilung mit dem Institut für Runenkunde zum Skandinavischen Seminar zusammengelegt und Krause zum Direktor der neuen Einrichtung ernannt. Zugleich blieb Krause Leiter des Sprachwissenschaftlichen Seminars. 1963 wurde er emeritiert, wonach die Personalunion der Seminarleitungen erlosch. Zum 70. Geburtstag 1965 veranstalteten Göttinger Studenten zu seinen Ehren einen Fackelzug.

## Werke (Auswahl)
Monographien
- Die Wortstellung in den zweigliedrigen Wortverbindungen. Diss. Göttingen 1920.
- Die Frau in der Sprache der altisländischen Familiengeschichte. Habilitationsschrift, 1923.
- Die Kelten. (Religionsgeschichtliches Lesebuch 13) Tübingen 1929.
- Das irische Volk. Seine rassischen und kulturellen Grundlagen. Göttingen 1940.
- Westtocharische Grammatik. Heidelberg 1952.
- Handbuch des Gotischen. 3. Auflage. C. H. Beck’sche Verlagsbuchhandlung, München 1968.
- Tocharisches Elementarbuch Band 1, Grammatik. Heidelberg 1960.
- Zum Namen des Lachses. In: Nachrichten der Akademie der Wissenschaften in Göttingen, philologisch-historische Klasse, Göttingen 1961, S. 83–89.
- Die Runeninschriften im älteren Futhark, Göttingen 1966.
- Die Sprache der urnordischen Runeninschriften. Winter, Heidelberg 1971.
- Schriften zur Runologie und Sprachwissenschaft. Heinrich Beck, Klaus Düwel, Michael Job, Astrid van Nahl (Hrsg.). De Gruyter, Berlin/Boston 2014.